# Rescat congelat: Una pel·lícula d'ous
Rescat congelat: Una pel·lícula d'ous (títol original en castellà, Huevitos congelados) és una pel·lícula d'animació mexicana de comèdia d'aventures de 2022 escrita, dirigida i coproduïda per Gabriel i Rodolfo Riva Palacio Alatriste. És el cinquè i últim lliurament de la saga Ous, així com la seqüela de Rescat a l'Àfrica. Una pel·lícula d'ous (2021) i el tercer film de la sèrie únicament realitzat en animació generada per ordinador. S'ha doblat al català.
El repartiment original de veus dels films anteriors, conformat entre altres per Bruno Bichir, Maite Perroni, Carlos Espejel i Angélica Vale, posa veus als seus respectius personatges, i s'afegeixen Miguel Rodarte, Mauricio Castillo i Arath de la Torre com a antagonistes principals, i Marcelo Barceló, Héctor Lee i Vadhir Derbez com a nous personatges.
En la pel·lícula, el gall Toto (Bichir), la seva família i amics viatjaran al pol sud per a ajudar un os polar (Barceló) i un trio de pingüins a retornar a la seva llar. En el camí, s'enfrontaran a una banda de pirates (Rodarte, Castillo i De la Torre) que havia organitzat un circ clandestí amb aquestes espècies.
Es va estrenar exclusivament en estrímig com a original de la plataforma Vix el 14 de desembre de 2022.